# Weichnasenrochen
Die Weichnasenrochen (Arhynchobatidae) sind eine Familie der Rochen (Batoidea). Sie kommt in allen Ozeanen, vom Nord- bis zum Südpolarmeer und von küstennahen Regionen bis in die Tiefsee vor, ist aber in tropischen Gebieten selten. Einige Arten gehen auch in Brackwasser.

## Merkmale
Weichnasenrochen erreichen Längen von knapp über 20 cm (Psammobatis extenta) bis 3,5 Metern (Bathyraja hesperafricana) und besitzen einen mehr oder weniger rhombischen Körper. Ihr Maul ist gerade bis gebogen und mit zahlreichen Zähnen besetzt. Der Knorpel des Rostrums ist nicht verkalkt und weich und das Rostrum daher flexibel. Fünf paarige Kiemenspalten befinden sich auf der Kopfunterseite. Der Schwanz ist schlank und hat Lateralfalten. Weichnasenrochen besitzen normalerweise zwei recht kleine Rückenflossen, die sich weit hinten kurz vor dem Schwanzende befinden, sowie eine reduzierte Schwanzflosse. Elektrische Organe sind nur schwach entwickelt; sie haben sich aus der Schwanzmuskulatur entwickelt. Bei den meisten Arten ist die Haut teilweise mit Dornen besetzt. Oft stehen sie in Reihen entlang oder parallel zur Rückenmittellinie.
Weichnasenrochen sind eierlegend (ovipar). Die Eier sind hornige Kapseln mit vier langen Haltefäden. Fossilien legen nah, das sich die Oviparie der Familie revers aus lebendgebärenden Vorfahren entwickelt hat.

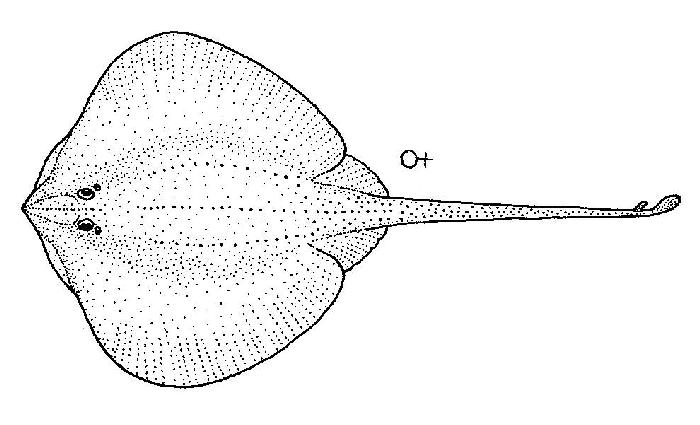
Arhynchobatis asperrimus

## Innere Systematik
- Tribus Arhynchobatini
  - Gattung Arhynchobatis Waite, 1909
    - Arhynchobatis asperrimus Waite, 1909

  - Gattung Irolita Whitley, 1931
    - 2 Arten

  - Gattung Psammobatis Günther, 1870Psammobatis rutrum
    - 8 Arten

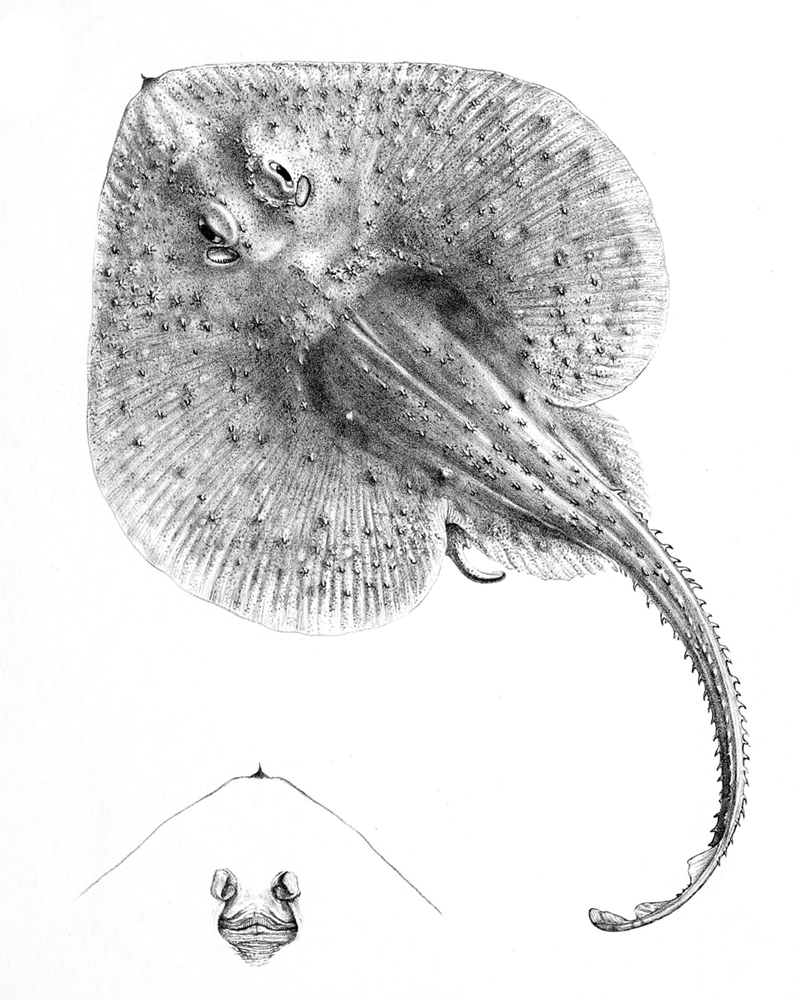
Psammobatis rutrum

  - Gattung Sympterygia Müller & Henle, 1837Sympterygia bonapartii
    - 4 Arten
- Tribus Bathyrajini
  - Gattung Arctoraja Ishiyama, 1958
    - 3 Arten

  - Gattung Bathyraja Ishiyama, 1958
    - 56 Arten

  - Gattung Rhinoraja Ishiyama, 1952

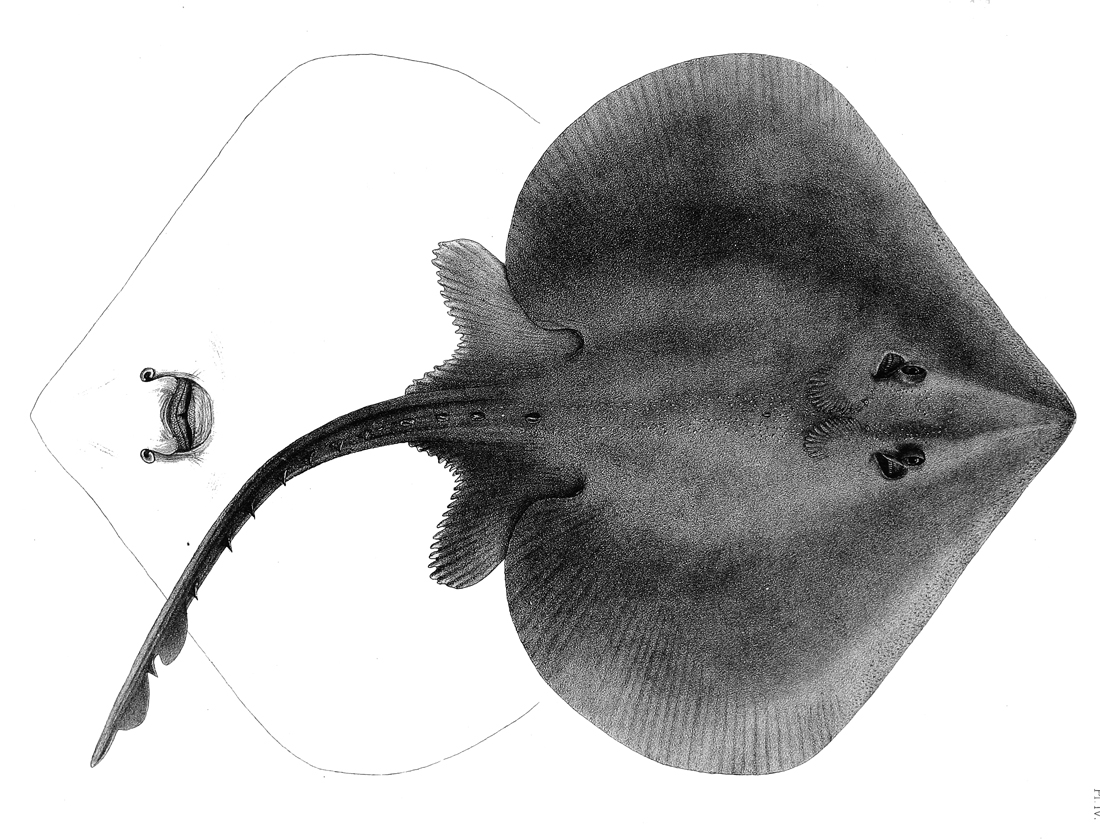
Sympterygia bonapartii

    - Rhinoraja kujiensis (Tanaka, 1916)
    - Rhinoraja longicauda Ishiyama, 1952
    - Rhinoraja odai Ishiyama, 1958
- Tribus Riorajini
  - Gattung Atlantoraja Menni, 1972Atlantoraja platana
    - 3 Arten

  - Gattung Rioraja Whitley, 1939

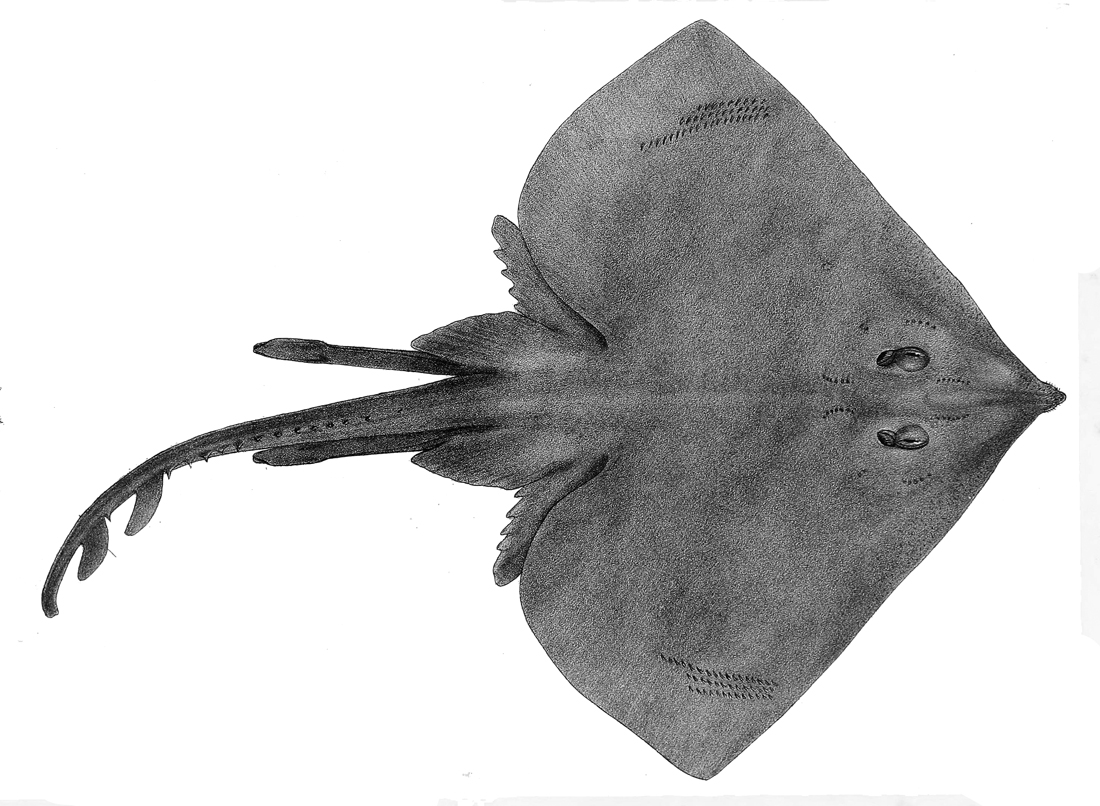
Atlantoraja platana

    - Rioraja agassizii (Müller & Henle, 1841)
- Tribus Pavorajini
  - Gattung Brochiraja Last & McEachran, 2006
    - 8 Arten

  - Gattung Insentiraja Yearsley & Last, 1992
    - 2 Arten

  - Gattung Notoraja Ishiyama, 1958
    - 15 Arten

  - Gattung Pavoraja Whitley, 1939
    - 6 Arten

  - Gattung Pseudoraja Bigelow & Schroeder, 1954
    - Pseudoraja fischeri Bigelow & Schroeder, 1954